# Clasificador de aire

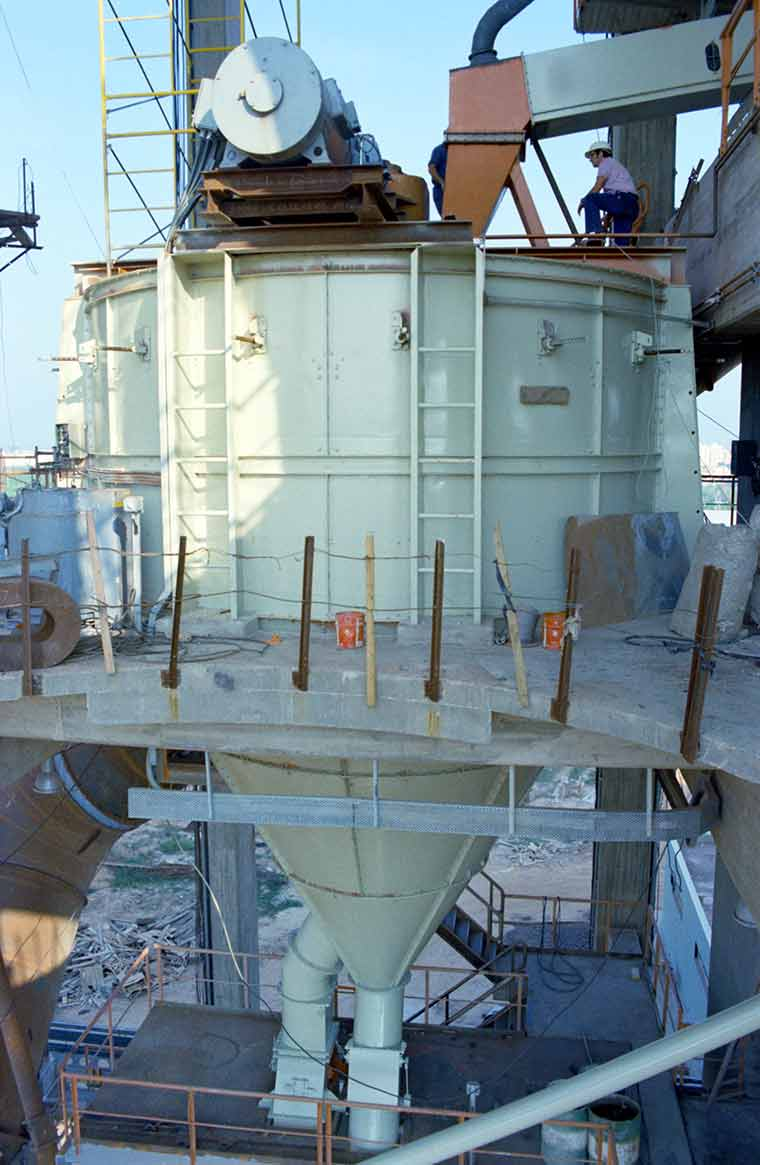
Clasificador de aire

Un clasificador de aire es una máquina industrial que separa materiales mediante una combinación de tamaño, forma y densidad.
Funciona inyectando el flujo de material a clasificar en una cámara que contiene una columna de aire ascendente. Dentro de la cámara de separación, el arrastre de aire sobre los objetos suministra una fuerza hacia arriba que contrarresta la fuerza de la gravedad y levanta el material que se va a clasificar en el aire. Debido a la dependencia del arrastre de aire en el tamaño y la forma del objeto, los objetos en la columna de aire en movimiento se clasifican verticalmente y se pueden separar de esta manera.
Los clasificadores de aire se emplean comúnmente en procesos industriales en los que es necesario separar rápida y eficazmente un gran volumen de materiales mezclados con características físicas diferentes. El clasificador de aire es útil para la industria del cemento, el control de la contaminación del aire, el procesamiento de alimentos, los pigmentos, las industrias farmacéutica, cosmética o química. 
Un ejemplo de ello lo observamos en los centros de reciclaje, donde varios tipos de metal, papel y plástico se mezclan y deben clasificarse antes de que pueda realizarse un procesamiento posterior.